# Standard-definition television
Standard-definition television of standaard-definitietelevisie (sdtv), ook bekend als SD, is een verzamelbegrip voor televisie- en videostandaarden waarvan de resolutie lager is dan bij high-definition television (hdtv).
De twee meest voorkomende sdtv-systemen voor digitale televisie zijn 576i, in de analoge techniek vaak "625 lijnen" genoemd, gebaseerd op de in Europa ontwikkelde standaarden PAL en SECAM (576 lijnen bij 50 Hz), en 480i, gebaseerd op de onder meer in de Verenigde Staten en Japan gebruikte norm NTSC (480 lijnen).
De letter in benamingen als 576i en 480i geeft aan of het beeld door middel van "progressive scanning" of "interlaced scanning" tot stand wordt gebracht.
Standaarden waarmee sdtv-signalen digitaal doorgegeven kunnen worden, zijn DVB, ATSC en ISDB.

## Breedte-hoogteverhouding van pixels

Pixelzijdeverhouding 1:1

Pixelzijdeverhouding 2:1

Televisiesignalen worden overgebracht in digitale vorm en hun pixels zijn rechthoekig, terwijl de pixels van moderne computerschermen en in de hedendaagse hdtv-techniek vierkant van vorm zijn. De tabel hieronder toont de pixelzijdeverhoudingen (pixel aspect ratios) van verschillende sdtv-videosignalen.
| Videoformaat | Resolutie | Pixelzijdeverhouding | Overeenkomstige resolutie bij vierkante pixels |
| ------------ | --------- | -------------------- | ---------------------------------------------- |
| 576i 4:3     | 704×576   | 12:11                | 768×576                                        |
| 576i 4:3     | 720×576   | 12:11                | 786×576                                        |
| 576i 16:9    | 704×576   | 16:11                | 1024×576                                       |
| 576i 16:9    | 720×576   | 16:11                | 1048×576                                       |
| 480i 4:3     | 704×480   | 10:11                | 640×480                                        |
| 480i 4:3     | 720×480   | 10:11                | 654×480                                        |
| 480i 16:9    | 704×480   | 40:33                | 854×480                                        |
| 480i 16:9    | 720×480   | 40:33                | 872×480                                        |